# Atypichthys latus
Atypichthys latus är en fiskart som beskrevs av Mcculloch och Waite, 1916. Atypichthys latus ingår i släktet Atypichthys och familjen Kyphosidae. Inga underarter finns listade.